# Беларусь 3
«Беларусь 3» — культурно-просветительный телеканал Белтелерадиокомпании, первый цифровой телеканал Республики Беларусь. Вещает на двух языках — белорусском (преимущественно) и русском. Начал вещание 8 февраля 2013 года.

## История
Телеканал начал своё вещание 8 февраля 2013 года в 7:50 показом документального фильма АТН «Горацкія пацехі» из цикла «Зямля беларуская». Вещание телеканала первое время оканчивалось программой «Калыханка» в 20:00. В дальнейшем на канале увеличились показ художественных фильмов и сериалов, экранизаций литературных произведений, время вещания.
Телеканал «Беларусь 3» — первый цифровой канал белорусского телевидения, который транслируется в качестве восьмого слота в составе первого мультиплекса, в бесплатном пакете цифровых телевизионных программ.
Телеканалу 8 февраля 2023 исполнилось 10 лет.

## Программы телеканала

### Транслируются на данный момент
- Нацыянальны хіт-парад (с бел. — «Национальный хит-парад»)
- Беларуская кухня (с бел. — «Белорусская кухня»)
- Наперад у мінулае[6] (с бел. — «Вперёд в прошлое»)
- Навіны культуры (с бел. — «Новости культуры»)
- Дабраранак
- Навукаманія (с бел. — «Наукомания»)
- Камертон

### Архивные
- Росчырк часу
- Гэты дзень (с бел. — «Этот день»)
- Час кіно (с бел. — «Время кино»)
- Слоўца
- Дыя@блог
- Таямніцы душы
- Зямля беларуская
- Беларусь як песня (с бел. — «Беларусь как песня»)
- Музеі Беларусі (с бел. — «Музеи Беларуси»)
- Песні пад гітару (с бел. — «Песни под гитару»)

### Новогодние проекты
- 31 декабря 2013 года — «Сто песень для Беларусi. Наперад у мiнулае»
- 31 декабря 2014 года — «Навагоднія вечары ў Маладзечне. Беларускі дзяржаўны ансамбль "Песняры"»; «Сто песень для Беларусі»
- 31 декабря 2015 года — «Калыханка для дарослых»; «Новы год на Беларусь 3»
- 31 декабря 2016 года — «Песні для душы»
- 31 декабря 2017 года — «Сустракаем Новы год разам»
- 31 декабря 2018 года — «Новы год у класічным стылі». Канцэрт сімфанічнага аркестра Белтэлерадыёкампаніі
- 31 декабря 2019 года — «Карагод у Новы год»
- 31 декабря 2020 года — «Навагодні маскарад». Святочны эфір з Вялікага тэатра Беларусі.
- 31 декабря 2021 года — «Вітаем Новы год». Канцэрт ансамбля народнай музыкі «Бяседа» (повтор 31 декабря 2022 года). 1 января 2022 года — «Вечары з сімфанічным аркестрам. Канцэрт "Навагодні настрой"» и «"Шчаўкунок". Балет Нацыянальнага акадэмічнага Вялікага тэатра оперы i балета Рэспублікі Беларусь».
- 31 декабря 2022 года — «Калядны оперны форум. Гала-канцэрт зорак сусветнай оперы».

## Лица канала
- Анна Пантелеева
- Татьяна Жданова
- Дмитрий Карась
- Елена Троценко
- Оксана Вечер

## Руководство
- Наталья Маринова — директор телеканала.
- Людмила Стояновская — заместитель директора.
- Елена Маньковская — исполнительный продюсер.
- Надежда Габец — исполнительный продюсер.
- Сергей Катьер — исполнительный продюсер.

## Канал в соцсетях
- Страница телеканала на Facebook
- Страница телеканала на Youtube
- Страница телеканала в Instagram
- Страница программы «Калыханка» на Facebook
- Страница программы «Калыханка» во Вконтакте
- Страница программы «Национальный хит-парад» во Вконтакте